# Helter Skelter Records
La Helter Skelter Records è stata una azienda italiana attiva nel settore discografico negli anni '90 come casa discografica, la Helter Skelter records, e come distributore su tutto il territorio nazionale. La Helter Skelter gestiva poi la sottoetichetta Panic Records.
Ha prodotto, fra gli altri, il primo album dei Modena City Ramblers e il primo album dei Meathead, guidati da Teho Teardo. Nota a livello internazionale , ha collaborato con David Peel .

## Storia
La Helter Skelter records nasce a Roma nel 1990. Nel periodo in cui fu attiva, produsse numerosi dischi di musicisti italiani ed internazionali della scena punk, garage punk e industrial rock. Una copia della compilation "Comin' up fast" dedicata a Charles Manson e a cui hanno partecipato fra gli altri David Peel, Motorpsycho e Starfuckers è conservata al MoMa di New York

## Alcuni artisti della Helter Skelter records
- American Ruse
- The Bags
- Le Bambine Cattive
- The Bevis Frond
- Blackbird
- Chron Gen
- Electric Manchakou
- Tav Falco
- Gioventù Sonica
- Limbo
- Meathead
- Mind Waltz
- Modena City Ramblers
- The Mono Man
- Motorpsycho
- New Bomb Turks
- Randagi
- Ratoblanco
- Rocket from the Crypt
- Skullflower
- Starfuckers
- Tommyknockers
- The Reds